# Abida attenuata

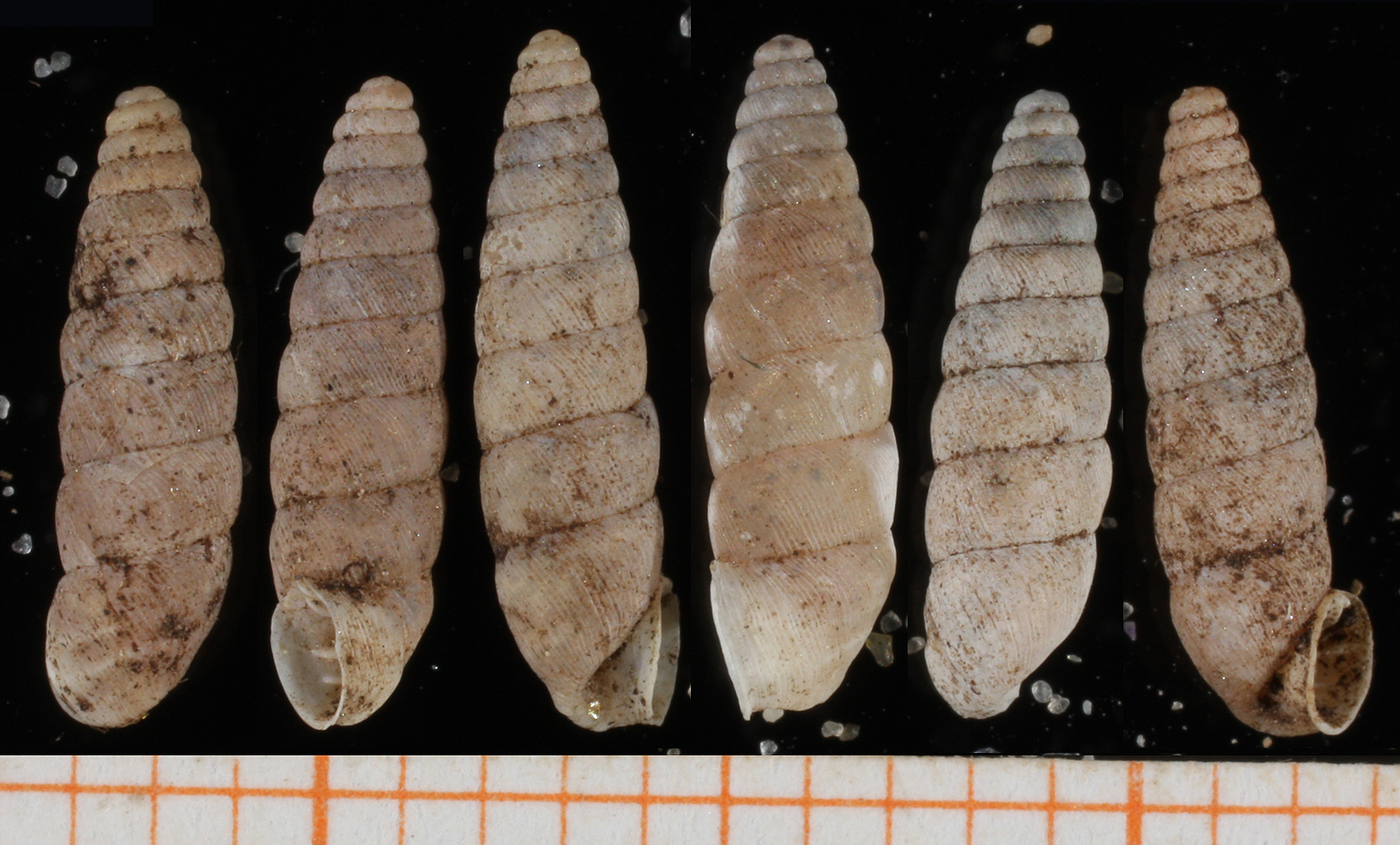
Abida attenuata, Gehäuse mit der Mündung in der Seitenansicht

Abida attenuata ist eine Art der Kornschnecken (Chondrinidae) aus der Unterordnung der Landlungenschnecken (Stylommatophora).

## Merkmale
Das schlank konische bis schlank zylindrisch-spindelförmige Gehäuse ist 6,5 bis 9,0 mm und 2,0 bis 2,4 mm hoch. Es hat 8,5 bis 11 mäßig gewölbte Windungen, die mäßig schnell zunehmen. Nach etwa 7 Windungen ist die maximale Dicke (Breite) erreicht: danach nimmt es nicht mehr oder nur noch minimal in der Dicke zu. Die Oberfläche ist regelmäßig fein gestreift. Die vergleichsweise kleine, rundliche Mündung weist eine stark verdickte, schwellenförmige weißliche Innenlippe auf. Die Mündungsränder sind im Parietalbereich leistenartig miteinander verbunden und sind dabei leicht vorgezogen. Die Mündungsbewehrung besteht maximal aus Angularis, Subangularis, Spiralis, Parietalis, Infraparietalis, Columellaris, Infracolumellaris, vier Palatalzähnen, eine Suprapalatalis und eine Suturalis. Die Angularis ist meist mit der Spiralis verwachsen. Die Subangularis steht schief zur Angularis und bildet die Verlängerung der parietalen Leiste des Mündungsrandes. Außer der zahnartigen Parietalis kann auch eine Infraparietalis vorhanden sein. Die Columellaris ist deutlich höher als die Infracolumellaris und reicht am Spindelrand auch weiter nach vorne. Die Infrapalatalis, die Palatalis inferior und die Palatalis superior sind als Doppelhöcker geformt und erstrecken sich nach vorne bis zum Mündungsrand. Bei der Palatalis inferior sind die beiden Höcker gelegentlich fast miteinander verschmolzen. Außerdem ist eine Suprapalatalis vorhanden und gelegentlich auch eine schwache Suturalis. Zusätzlich können noch einzelne Randfältchen vorkommen. Die letzte Windung des Gehäuses ist nicht eingeengt, jedoch an der Basis ist ein deutlicher Kiel ausgebildet. Gelegentlich kommt auch ein schwacher Nackenwulst vor. An der Stelle der Infrapalatalis ist das Gehäuse stark eingedrückt und zusätzlich oft gekerbt. In der Seitenansicht knickt der Mündungsrand etwa nach einem Drittel (von oben) leicht nach hinten ab. Der Nabel ist in der senkrechten Aufsicht relativ weit und offen.
Im männlichen Teil des Geschlechtsapparates ist der Penis deutlich länger als der Epiphallus. Der Epiphallus ist im unteren Teil des Penis mit dem Penis verwachsen und bildet zusammen mit dem Penis eine Schleife. Der „freie“ Penis (d. h. der Teil des Penis unterhalb der Verwachsung) nimmt etwa ein Viertel bis ein Drittel der Länge der Schleife ein. Der Übergang Penis/Epiphallus liegt ein wenig unterhalb der Biegestelle; er wird durch eine deutliche Verringerung des Lumens und durch einen Wechsel in der Internstruktur markiert. Der Penisretraktormuskel setzt am ersten Viertel oder Fünftel der Schleife an. Der Samenleiter ist wenig gewunden und ist im unteren mit dem Penisgewebe verwachsen. Vagina und freier Eileiter sind annähernd gleich lang. Die Samenblase ist nur länglich und kaum erweitert; der Stiel ist sehr lang. Die Samenblase ist nicht in das Gewebe der Prostatadrüse eingebettet und erreicht in der Länge die Albumindrüse. Der Stiel der Samenblase ist an der Verzweigung freier Eileiter/Stiel der Samenblase mehr als doppelt so dick wie der freie Eileiter. Die Radula zeigt in der Halbquerreihe neben dem Zentralzahn 17 bis 18 Seitenzähne.

### Ähnliche Arten
Abida attenuata unterscheidet sich durch ihre kleine Mündung und der Stellung bzw. Ausbildung der Subangularis von allen anderen Abida-Arten.

## Geographische Verbreitung und Lebensraum
Das Verbreitungsgebiet der Art ist disjunkt, d. h., sie kommt in zwei nicht zusammenhängenden Gebieten vor. Das südliche Verbreitungsgebiet liegt in Spanien in der Umgebung von Orduña (Provinz Bizkaia). Das zweite Gebiet erstreckt sich als schmaler Streifen in Südfrankreich von der Burg Quéribus (Département Aude) im Osten bis Usson-les-Bains (Gemeinde Rouze, Département Ariège) im Westen. Die Art kommt dort von etwa 150 m bis 900 m über Meereshöhe vor.

## Taxonomie
Das Taxon wurde 1886 von Paul Fagot als Pupa attenuata erstmals beschrieben. Edmund Gittenberger erwähnt das Synonym: Pupa leptospira Westerlund, 1886. Die Art wird von der Fauna Europaea als gültiges Taxon akzeptiert.
Nach molekularbiologischen Ergebnissen hybridisierte Abida attenuata in Südfrankreich mit Abida secale. In dem Gebiet, in dem die beiden Arten zusammen vorkommen, zeigt das Genom von Abida secale Charakteristika des Genoms von Abida attenuata.

## Gefährdung
Nach der Einschätzung der International Union for Conservation of Nature and Natural Resources (IUCN) ist die Art trotz ihres kleinen Verbreitungsgebietes nicht gefährdet.

## Belege

### Online
- AnimalBase - Abida attenuata (Fagot, 1886)